# Cachai Reolé?
Cachai Reolé? es un álbum doble grabado en vivo por Mauricio Redolés durante un concierto realizado en la Sala de la Sociedad del Derecho de Autor (SCD), en Santiago de Chile entre los días 25 y 26 de enero del 2007. Además, incluye un DVD con esta presentación y una entrevista con el autor y los integrantes de su banda Ruido Bustos.

## Lista de canciones del CD
Disco 1
1. "Eh rica"
2. "Así habló Lorena"
3. "Llegando a Yungay"
4. "Química"
5. "El monstruo"
6. "Neocolonialismo vultural"
7. "La pequeña Lulú"
8. "De Lisias con Yugales"
9. "Fuera de tu Inercia"
10. "El espejo"
11. "True Egoistic Love"
12. "Chica poco comunicativa"

Disco 2
1. "Soy yo"
2. "Marcando ocupao"
3. "No tengo"
4. "El Zorro"
5. "Que Dios se lo pare"
6. "USA nos usa"
7. "I'm Gonna Miss You Baby"
8. "Michelle y los Pingüinos"
9. "Yemen del Sur"
10. "¿Quien mató a Gaete?"

## Altazor
El disco obtuvo el Premio Altazor de las Artes Nacionales 2009, área Artes Musicales, categoría "Rock". Este premio es otorgado por los propios artistas en Chile a sus pares.

## Personal

### Músicos (Ruido Bustos)
- Mauricio Redolés – Voz, guitarra, armónica
- Sebastián Redolés Jadresic – Batería, coros
- Tocori Berrú Germain – Bajo, quena, trompe, coros
- Sergio Massardo Muñoz – Guitarra, coros

### Equipo técnico
- Oscar Campos – Ingeniero de grabación, sala SCD